# Svjetsko prvenstvo u alpskom skijanju 1954.
13. svjetsko prvenstvo u alpskom skijanju održano je u švedskom Åreu od 28. veljače do 7. ožujka 1954. godine. 